# Виллермоз, Жан-Батист
Жан-Батист Виллермоз (10 июля 1730 года, Лион — 24 мая 1824 года, Лион) — французский франкмасон и мартинист, сыгравший важную роль в создании разных систем высших степеней масонства во Франции и Германии.

## Биография
Жан-Батист Виллермоз родился 10 июля 1730 года в Лионе. Он был старшим из 12 детей и провел свою жизнь преимущественно в Лионе. Он был братом Пьера-Жака Виллермоза, физика и химика, работавшего над Энциклопедией Дидро и Д’Аламбера.
Он был производителем шелка и серебра на улице де Катр-Шапо и как глава благотворительных организаций сыграл важную роль в европейском франкмасонстве своего времени. Он получил посвящение в возрасте 20 лет и стал досточтимым мастером своей ложи в 22 года.
Будучи мистиком и горячо интересуясь тайной природой инициации, Виллермоз внёс вклад в создание «Великой ложи регулярных мастеров» в Лионе, которая в то время практиковала 7 высших степеней. Он стал её великим мастером в 1762 году и сразу после этого добавил восьмую степень: «Шотландский великий мастер, рыцарь меча и Розы-Креста». Виллермоз основал в 1763 году вместе со своим братом Пьером-Жаком ложу, названную «Суверенный капитул рыцарей чёрного орла Розы-Креста», предназначенную для алхимических исследований.

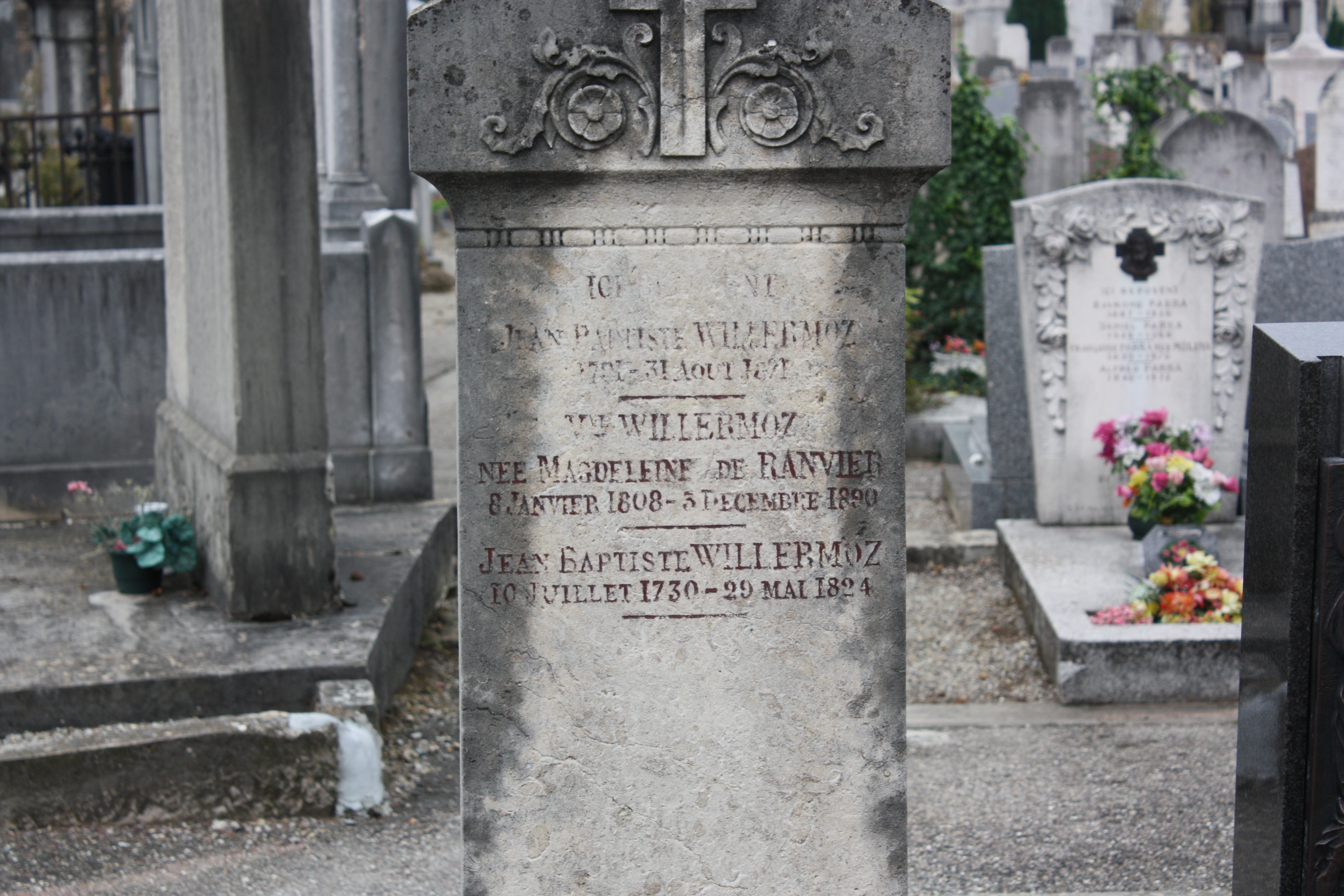
Могила Ж.-Б. Виллермоза на Старом кладбище Лиона

Он был принят в первую степень Ордена Избранных Коэнов в Версале в 1767 году по рекомендации Бекона Шевалери и маркиза де Лузиньяна. После смерти Мартинеса де Паскуалиса в сентябре 1774 года Луи Клод де Сен-Мартен, друг и брат — Коэна Виллермоза, по его просьбе написал всеобъемлющий обзор учения Избранных Коэнов в форме лекций — «Лекции Лиона», над которыми Сен-Мартен работал с 7 января 1774 по 23 октября 1776 года. В 1780 году он сообщил в письме принцу Гессенскому, что получил степень «R+» (Reaux-Croix) в ордене Мартинеса де Паскуалиса.
В 1770 году Виллермоз вошёл в контакт с бароном фон Хундом и немецким Орденом строгого (тамплиерского) соблюдения, к которому он присоединился с рыцарским именем Eques ab Eremo и стал канцлером капитула в Лионе. Именно под его руководством Конвент Галлии, что проходил в Лионе в 1778 году, заявил, что признает степени Рыцарей — Благодетелей Святого Града (РБСГ)".

## Мировоззрение
В 1782 году Виллермоз написал, что существуют три типа масонов — алхимиков:
- те, кто считает, что целью масонства является создание Философского камня;
- те, кто ищет Панацею;
- те, кто ищет искусства Великого Делания, благодаря которому человек может обрести мудрость и навыки раннего Христианства (к которым относил и себя)[1].

Из-за разногласий в СОТ Виллермоз организовал в июле 1782 года конвент в Вильгельмсбаде, 33 делегата которого наблюдали за развитием реформы Исправленного шотландского устава в Европе. Там он защищал место мартинезистских течений в уставе через делегирование Жозефа де Мэстра, пославшего свой знаменитый меморандум герцогу Брауншвейгскому. Это не было поддержано остальными делегатами.
Виллермоз весьма сдержано относился к Калиостро, и после нескольких разговоров с ним, он решил, что тот не поддерживает «ортодоксальное» христианство. По этой причине он убедил членов Ордена Рыцарей-Благодетелей не доверять ни самому Калиостро, ни ложе, основанной им в Париже — первой материнской ложе Египетского устава, «Торжествующая мудрость».
Обеспокоенный началом революции, он укрылся в Эн, в доме, принадлежащем его брату Пьеру-Жаку, взяв с собой и свой огромный масонский архив.
Позже, 1 июня 1800, Премьер-консул назначил Виллермоза главнокомандующим Департамента Роны, и он занимал эту должность 15 лет. Он продолжил свою масонскую деятельность с возрождением РБСГ в 1804 году, и всю оставшуюся жизнь посвятил всецело Ордену, до самой смерти в возрасте 94 лет, 29 мая 1824 года.

## Работы
- Les sommeils, édi. par E. Dermenghem, La Connaissance, 1926
- Les conférences des Elus Cohens de Lyon (1774—1776), aux sources du Régime Ecossais Rectifié, édi. par Antoine Faivre, Braine-le-Comte, Editions du Baucens, 1975.
- Actes du Convent de Wilhelmsbad, «Préavis» (29 juil. 1782), Les Cahiers Verts (Bulletin intérieur du Grand Prieuré des Gaules, 7 (1985), 8 (1896), 9 (1988).
- Les Leçons de Lyon aux Elus Coëns, un cours de martinisme au XVIII° siècle par Louis-Claude de Saint-Martin, Jean-Jacques Du Roy d’Hauterive, Jean-Baptiste Willermoz, édi. par Robert Amadou, Dervy, 1999.